# Lista celor mai înalte structuri de lemn din lume
Lista celor mai înalte structuri de lemn din lume clasifică cele mai înalte structuri construite integral sau în mare parte din lemn, natural sau compozit (stratificat), cu o înălțime de cel puțin 30 de metri.
În secolul trecut, cele mai înalte structuri din lemn înregistrate au fost stâlpii de susținere a antenelor radio cu înălțimi de până la 220 de metri, care au fost utilizați în Rusia în prima jumătate a secolului XX, fiind apoi înlocuiți cu piloni din oțel. În Germania, cea mai înaltă structură din lemn înregistrată a fost turnul transmițătorului radio Mühlacker (190 de metri), inaugurat în 1930 și distrus spre sfârșitul celui de-al Doilea Război Mondial. 
Cea mai înaltă structură din lemn existentă este Turnul radio Gliwice (Radiostacja gliwicka), cu o înălțime de 118 metri, situat în Polonia. Întrucât în perioada interbelică orașul Gleiwitz era parte a Germaniei, Turnul de telecomunicații Gleiwitz (Sender Gleiwitz) a fost construit de germani, fiind inaugurat în 1935. Patru ani mai târziu, Germania nazistă a organizat un atac sub steag fals asupra turnului, acțiune care a fost folosită ca pretext pentru invadarea Poloniei, ceea ce a dus la declanșarea celui de-al Doilea Război Mondial.
Cea mai înaltă clădire din lume construită integral din lemn este Mjøstårnet (85,4 m) din Brumunddal, Norvegia.
În România, cele mai înalte structuri din lemn sunt bisericile din Săpânța (75 m), Șurdești (72 m), Ieud Deal (60 m), Rozavlea (58 m) și Bârsana (57 m), toate construite integral din lemn.

## Lemn compozit
În ultimii ani, odată cu îngrijorările manifestate la nivel global în privința schimbărilor climatice, lemnul a fost din ce în ce mai utilizat ca material de construcție, fiind considerat o alternativă ecologică a betonului, oțelului și materialelor sintetice, mai ales în formă prelucrată, ca material compozit (lemn stratificat), ceea ce îi conferă caracteristici mecanice și rezistență în timp superioare. 
Lemnul compozit include o gamă de produse derivate din lemn care sunt fabricate prin fixarea cu adezivi sau prin alte metode a plăcilor de lemn, formând un material compozit. Panourile din lemn rezultate au dimensiuni variabile, iar în cazul lemnului laminat pot avea orice grosime, de la câțiva milimetri până la jumătate de metru sau mai mult. Aceste produse sunt proiectate conform unor specificații precise, testate pentru a îndeplini standardele naționale sau internaționale, asigurând uniformitate și predictibilitate în performanța lor structurală. Produsele din lemn compozit sunt utilizate într-o varietate de aplicații, în special la construcția de locuințe, unități comerciale sau industriale, fiind utilizate sub formă de stâlpi și grinzi care înlocuiesc oțelul sau sub formă de blocuri de lemn (mass timber) care pot înlocui blocurile din beton.
Lemnul laminat încrucișat (cross-laminated timber) este o subcategorie de produse fabricate prin lipirea a cel puțin trei straturi de plăci din lemn în unghi unul față de celălalt. Metoda este similară cu cea utilizată pentru fabricarea placajului, dar straturile laminate (lamelele) sunt mult mai groase.
În funcție de direcția fibrelor fiecărui strat de plăci utilizat, de obicei într-un număr impar, acestea sunt rotite cu 90 de grade față de cele adiacente și lipite între ele într-un mod simetric, astfel încât straturile exterioare să aibă aceeași orientare. Lemnul natural este un material anizotrop, ceea ce înseamnă că proprietățile fizice se modifică în funcție de direcția în care se aplică forța. Prin lipirea straturilor de lemn în unghi drept, panoul obține o rigiditate structurală superioară în ambele direcții.
Lemnul laminat lipit (glued laminated timber) este un produs similar cu CLT, dar toate plăcile laminate au fibrele orientate în aceeași direcție.
Structurile la care oțelul și betonul sunt înlocuite cu lemn natural sau stratificat se caracterizează printr-o amprentă de carbon redusă, utilizarea pe scară largă a lemnului contribuind la reducerea impactului negativ asupra biosferei prin reducerea emisiilor de gaze cu efect de seră.

## Lista celor mai înalte structuri de lemn din lume
În tabel sunt incluse structurile din lemn finalizate, existente, cu o înălțime de cel puțin 30 de metri. În cazul clădirilor, au fost incluse atât clădirile construite integral din lemn, cât și cele pentru care s-a utilizat beton, oțel sau materiale compozite (de obicei pentru construirea structurii de rezistență), acestea fiind evidențiate printr-o culoare diferită. 
Ordinea este descrescătoare, în funcție de înălțimea totală a structurii. 
| Notă: | Rândurile marcate cu culoare galben deschis reprezintă construcții care, pe lângă lemn, includ cantități reduse de oțel, beton sau materiale sintetice, în general pentru structura de rezistență |

| Imagine                                                                                              | Nume | Înălțime (m) | Niveluri | Oraș                                       | Țară          | An   | Observații | Note                   |
| | |              |          |                                            |               |      | |                        |
| --- | --- | ------------ | -------- | ------------------------------------------ | ------------- | ---- | --- | ---------------------- |
| | Turnul radio Gliwice (în poloneză Radiostacja gliwicka)                                                                              | 118          | –        | Gliwice                                    | Polonia       | 1935 | Cea mai înaltă structură din lemn din lume | [ 3 ]                  |
| | Stâlpii 70021 și 70022, Randsburg Wash Target Test Towers                                                                            | 109,73       | –        | Naval Air Weapons Station China Lake       | Statele Unite | 1951 | | [ 4 ]                  |
| | Sanctuarul Adevărului (în thailandeză ปราสาทสัจธรรม, transliterat Prās̄āth s̄ạcṭhrrm)                                                   | 105          | –        | Pattaya                                    | Thailanda     | 1981 | | [ 5 ]                  |
| | Turnul centralei eoliene Modvion din Skara                                                                                           | 103,3        | –        | Skara                                      | Suedia        | 2023 | Turn de susținere a centralei eoliene V90-2.0MW din Skara | [ 6 ]                  |
| | Turnul centralei eoliene Hannover-Marienwerder (în germană Windkraftanlage Hannover-Marienwerder)                                    | 100          | –        | Hanovra                                    | Germania      | 2012 | Turn de susținere a centralei eoliene Vensys77 din Hanovra | [ 7 ]                  |
| | Turnul de observație Pyramidenkogel (în germană Aussichtsturm Pyramidenkogel)                                                        | 100          | –        | Keutschach am See, Kärnten                 | Austria       | 2013 | Structură din lemn armată cu 80 de bare de oțel, înălțimea structurală este de 67 m, platforma superioară se găsește la o înălțime de 70,6 m                                                        | [ 8 ]                  |
| | Ascent | 86,6         | 25       | Milwaukee                                  | Statele Unite | 2022 | Clădire din beton și lemn stratificat | [ 9 ] [ 10 ] [ 11 ]    |
| | Mjøstårnet | 85,4         | 18       | Brumunddal                                 | Norvegia      | 2019 | Cea mai înaltă clădire construită integral din lemn din lume | [ 12 ] [ 13 ]          |
| | HoHo Wien | 84           | 24       | Viena                                      | Austria       | 2019 | Clădire din beton și lemn stratificat | [ 14 ] [ 15 ]          |
| | Burrard Exchange | 79,2         | 16       | Vancouver                                  | Canada        | 2023 | Clădire din beton și lemn stratificat | [ 16 ]                 |
| | Biserica mănăstirii Săpânța-Peri | 75           | 2        | Săpânța                                    | România       | 2013 | Cea mai înaltă structură din lemn din România | [ 17 ] [ 18 ]          |
| | HAUT Amsterdam | 73           | 22       | Amsterdam                                  | Țările de Jos | 2021 | Clădire din beton și lemn stratificat | [ 19 ] [ 20 ]          |
| | Sara Kulturhus | 72,8         | 20       | Skellefteå                                 | Suedia        | 2019 | Clădire din oțel și lemn stratificat inaugurată în septembrie 2021 | [ 21 ] [ 22 ]          |
| | Biserica de lemn „Sf. Arhangheli Mihail și Gavril” din Șurdești                                                                      | 72           | –        | Șurdești                                   | România       | 1766 | Biserică de lemn din Maramureș , monument istoric cu codul MM-II-m-A-04769.01, parte a programului Locuri din Patrimoniul Mondial UNESCO                                                            | [ 23 ] [ 24 ]          |
| | Pagoda Yongding (în chineză: 永定塔, transliterat: Yǒngdìng tǎ)                                                                      | 69,7         | 8        | Fengtai, Beijing                           | China         | 2012 | Pagodă din lemn construită pentru Beijing International Garden Expo 2013 | [ 25 ]                 |
| | Turnul de telecomunicații Großer Feldberg (în germană Fernmeldeturm Großer Feldberg)                                                 | 69,13        | 19       | Schmitten im Taunus, Hessen                | Germania      | 1950 | Construcție din lemn de 30,28 m înălțime cu 9 etaje pe o structură de oțel cu înălțimea de 17,65 m cu 5 etaje, care se află pe o bază din beton cu înălțimea de 21,2 m cu 5 etaje                   | [ 26 ]                 |
| | Pagoda din lemn Yingxian (în chineză: 應縣木塔, transliterat: Yìng xiàn mù tǎ)                                                       | 67,31        | 5-6      | Yingxian, Shanxi                           | China         | 1056 | | [ 17 ]                 |
| | Turnul de radiocomunicații Rottenbuch (în germană Funkturm Rottenbuch)                                                               | 66,7         | –        | Peiting                                    | Germania      | 2002 | În 2020 a fost aprobată înlocuirea cu o structură de oțel (nerealizată până în martie 2025) | [ 27 ] [ 28 ]          |
| | Turnul Harz (în germană Harzturm) | 65           | –        | Torfhaus, Altenau                          | Germania      | 2023 | Turnul din oțel și lemn găzduiește două platforme panoramice, o platformă cu podea de sticlă și un tobogan lung de 110 m                                                                            | [ 29 ]                 |
| | 4 stâlpi ai Stației de transmisiuni Marconi din South Wellfleet, Massachusetts (în engleză South Wellfleet Marconi Wireless Station) | 64           | –        | South Wellfleet, Massachusetts             | Statele Unite | 1902 | Locație înscrisă în U.S. National Register of Historic Places | [ 30 ]                 |
| | 36-52 Wellington Street | 63           | 15       | Melbourne                                  | Australia     | 2023 | Clădire din beton și lemn stratificat | [ 31 ]                 |
| | Turnul Mileniului (în germană Jahrtausendturm)                                                                                       | 60           | 6        | Magdeburg                                  | Germania      | 1999 | Turnul înclinat găzduiește o expoziție despre dezvoltarea științelor și un telescop prin care se poate observa cadranul ceasului de pe catedrala Magdeburger                                        | [ 32 ]                 |
| | Biserica de lemn din Ieud Deal | 60           | –        | Ieud                                       | România       | 2003 | Biserică de lemn din Maramureș parte a programului Locuri din Patrimoniul Mondial UNESCO | [ 33 ]                 |
| | Clădirea Arbo Rotkreuz (în germană Arbo Rotkreuz)                                                                                    | 60           | –        | Risch-Rotkreuz, Cantonul Zug               | Elveția       | 2019 | Clădire din beton și lemn stratificat | [ 21 ]                 |
| | Biserica de lemn din Rozavlea | 58           | 2        | Rozavlea                                   | România       | 1717 | Monument istoric cu codul MM-II-a-A-04621 | [ 34 ] [ 35 ]          |
| | Biserica de lemn a Mănăstirii Bârsana                                                                                                | 57           | 2        | Bârsana                                    | România       | 1995 | Vechea biserică de lemn a fost construită în 1711 | [ 36 ]                 |
| | Biserica Sfânta Maria (în franceză Église Sainte-Marie)                                                                              | 56,4         | 2        | Church Point, Nova Scotia                  | Canada        | 1905 | Cea mai înaltă biserică din lemn din America de Nord | [ 37 ]                 |
| | Ginza Takagi Box | 56           | 12       | Tokyo                                      | Japonia       | 2024 | Clădire din oțel, beton și lemn stratificat, cea mai înaltă clădire din lemn din Japonia | [ 38 ]                 |
| | Catedrala Înălțării Domnului (în kazahă Вознесенск кафедралы шіркеуі, cu alfabet latin: Voznesensk kafedraly şırkeuı)                | 56           | –        | Almaty                                     | Kazahstan     | 1907 | Cea mai înaltă biserică din lemn din Asia | [ 39 ]                 |
| Euonia JC Bishan Campus.jpg                                                                          | Campusul Bishan al Eunoia Junior College (în engleză Euonia JC Bishan Campus)                                                        | 56           | 12       | Singapore                                  | Singapore     | 2019 | Clădire din materiale compozite și lemn stratificat | [ 21 ] [ 40 ]          |
| | Turnul din lemn Hypérion (în franceză Tour en bois Hypérion)                                                                         | 55           | 17       | Bordeaux                                   | Franța        | 2021 | Clădire din beton și lemn stratificat, primul turn rezidențial din lemn din Franța | [ 41 ] [ 42 ]          |
| | Turnul II al stației de testare a antenelor Brück (în germană Meßturm II, Antennenmessplatz Brück)                                   | 54           | –        | Brück                                      | Germania      | 1963 | Turn folosit pentru măsurători ale antenelor | [ 43 ] [ 44 ]          |
| | Turnul III al stației de testare a antenelor Brück (în germană Meßturm III, Antennenmessplatz Brück)                                 | 54           | –        | Brück                                      | Germania      | 1963 | Turn folosit pentru măsurători ale antenelor | [ 45 ] [ 46 ]          |
| | Brock Commons Tallwood House | 53           | 18       | Universitatea British Columbia, Vancouver  | Canada        | 2017 | Cămin studențesc în campusul Point Grey, clădire din oțel și lemn stratificat | [ 47 ]                 |
| | Albizzia | 53           | 17       | Lyon                                       | Franța        | 2023 | Clădire rezidențială din beton și lemn stratificat cu amprentă de carbon redusă | [ 48 ] [ 49 ] [ 50 ]   |
| Construction of George Brown College's timber highrise, the Limberlost, 2023 05 28 (52933644109).jpg | Limberlost Place, George Brown College                                                                                               | 52,5         | 10       | Toronto                                    | Canada        | 2024 | Clădirea din oțel și lemn stratificat găzduiește Facultatea de Arhitectură și Facultatea de Tehnologia Calculatoarelor ale George Brown College, un institut de cercetare și un centru de pediatrie | [ 51 ] [ 52 ] [ 53 ]   |
| Bohdanka 01.jpg                                                                                      | Turnul de observație Bohdanka (în cehă Rozhledna Bohdanka)                                                                           | 52,2         | –        | Bohdaneč, Regiunea Boemia Centrală         | Cehia         | 2011 | Cel mai înalt turn din bușteni de lemn din Europa, a fost închis în 2022, structura fiind deteriorată din cauza degradării lemnului                                                                 | [ 54 ] [ 55 ]          |
| | Torre de Herveo | 52           | –        | Manizales                                  | Columbia      | 1922 | Vechi turn de susținere a cablurilor aeriene, monument istoric restaurat în 1984 | [ 56 ]                 |
| | 25 King Street | 52           | –        | Brisbane                                   | Australia     | 2018 | Clădire din oțel și lemn stratificat | [ 57 ]                 |
| | Treet | 51           | 14       | Bergen                                     | Norvegia      | 2015 | Clădire din lemn cu parter din beton | [ 58 ] [ 59 ]          |
| | Wood'Up | 50           | 17       | Paris                                      | Franța        | 2024 | Clădire rezidențială cu amprentă de carbon redusă | [ 60 ] [ 61 ] [ 62 ]   |
| Claremonthotel03192006.JPG                                                                           | Claremont Hotel & Spa | 49           | 10       | Claremont, California                      | Statele Unite | 1906 | Clădirea principală de 10 etaje are o înălțime de 36,6 m, turnul central măsoară 49 m | [ 17 ]                 |
| | Marele Templu de la Răsărit (în japoneză 東大寺, transliterat: Tōdaiji)                                                              | 48,6         | –        | Nara                                       | Japonia       | 1709 | Cea mai mare (după suprafață) clădire de lemn din lume între 1709 și 1998 | [ 17 ]                 |
| | Proud Kanda Surugadai (în japoneză プラウド神田駿河台, transliterat: Puraudo kanda surugadai)                                        | 48,3         | 14       | Tokyo                                      | Japonia       | 2021 | Clădire din materiale compozite și lemn stratificat | [ 63 ] [ 64 ]          |
| | Lighthouse Joensuu | 48           | 14       | Joensuu                                    | Finlanda      | 2019 | Joensuu Lighthouse este un cămin studențesc din oțel, beton și lemn stratificat | [ 65 ] [ 66 ]          |
| | Turnul Chutzen (în germană Chutzenturm)                                                                                              | 45,1         | –        | Seedorf, Cantonul Berna                    | Elveția       | 2010 | Cel mai înalt turn de observație din lemn din Elveția | [ 67 ]                 |
| | Biserica Înălțării Domnului (în rusă Церковь Вознесения Господня, transliterat: Țerkov Voznesenia Gospodnea)                         | 45           | –        | Piala, Regiunea Arhanghelsk                | Rusia         | 1654 | Cea mai înaltă biserică veche din lemn din Rusia | [ 68 ]                 |
| | Turnul de observație Blumenthal (în germană Aussichtsturm Blumenthal)                                                                | 44,65        | –        | Blumenthal, Brandenburg                    | Germania      | 2004 | Turn de observație | [ 69 ]                 |
| | Clădirea Obayashi (în japoneză 大林, transliterat: Ōbayashi)                                                                         | 44           | 11       | Yokohama                                   | Japonia       | 2022 | | [ 70 ]                 |
| | Turnul Weisstannen (în germană Weißtannenturm)                                                                                       | 44           | –        | Kehl                                       | Germania      | 2003 | Turn de observație | [ 71 ]                 |
| | Catedrala Sfinții Petru și Pavel (în neerlandeză Sint-Petrus-en-Pauluskathedraal)                                                    | 44           | 2        | Paramaribo                                 | Surinam       | 1885 | Cea mai mare (ca suprafață) clădire din lemn din emisfera vestică | [ 72 ]                 |
| | Catedrala Sf. Gheorghe (în engleză St. George's Cathedral)                                                                           | 43,5         | –        | Georgetown                                 | Guyana        | 1892 | | [ 73 ]                 |
| | Turnul Grădinii Zoologice (în daneză Zootårnet)                                                                                      | 43,5         | –        | Copenhaga                                  | Danemarca     | 1905 | Turn de observație | [ 74 ]                 |
| | Turnul Goethe (în germană Goetheturm)                                                                                                | 43           | –        | Frankfurt pe Main                          | Germania      | 1931 | Turn de observație, distrus în 2017 de un incendiu, reconstruit în perioada 2019-2020 | [ 75 ]                 |
| | Turnul de observație Chuderhüsi (în germană Aussichtsturm Chuderhüsi)                                                                | 41,6         | –        | Röthenbach im Emmental, Cantonul Berna     | Elveția       | 2002 | | [ 76 ]                 |
| | Turnul Teltschik (în germană Teltschikturm)                                                                                          | 41           | –        | Odenwald                                   | Germania      | 2001 | Turn de observație | [ 77 ]                 |
| | Crucea pelerinului de pe Veitscher Ölberg (în germană Pilgerkreuz am Veitscher Ölberg)                                               | 40,7         | –        | Veitsch, Stiria                            | Austria       | 2004 | Cea mai mare cruce de lemn din lume | [ 78 ]                 |
| Inwit-torre-legno-brugherio-4-2.jpg                                                                  | Turnul din lemn INWIT din Brugherio (în italiană Torre in legno di Brugherio)                                                        | 40           | –        | Brugherio                                  | Italia        | 2021 | Turn de telecomunicații | [ 79 ]                 |
| | Turnul de observație Hohe Warte (în germană Hohenwarter Aussichtsturm)                                                               | 40           | –        | Hohenwart                                  | Germania      | 2021 | Turn de observație | [ 80 ]                 |
| Gd-lgs14-2.jpg                                                                                       | Turnul de observație Himmelsstürmer (în germană Aussichtsturm Himmelsstürmer)                                                        | 38,6         | –        | Schwäbisch Gmünd, Baden-Württemberg        | Germania      | 2014 | Turn de observație | [ 81 ]                 |
| | Sensations | 38           | 11, 8    | Strasbourg                                 | Franța        | 2019 | 2 clădiri rezidențiale din beton și lemn stratificat | [ 82 ] [ 83 ]          |
| | Turnul de observație Wiler (în germană Wilerturm)                                                                                    | 38           | –        | Wil, Cantonul St. Gallen                   | Elveția       | 2006 | Turn de observație | [ 84 ]                 |
| | Turnul de observație Vitibuck (în germană Vitibuckturm)                                                                              | 37           | –        | Tiengen, Baden-Württemberg                 | Germania      | 1979 | Turn de observație | [ 85 ]                 |
| | Biserica Schimbarea la Față (în rusă Церковь Преображения Господня, transliterat: Țerkov Preobrajenia Gospodnea)                     | 37           | –        | Insula Kiji, Republica Carelia             | Rusia         | 1708 | Una dintre cele mai înalte clădiri din lemn din Europa de Nord, monument istoric, parte a programului Locuri din Patrimoniul Mondial UNESCO                                                         | [ 86 ]                 |
| | Turnul de observație Dambergwarte (în germană Aussichtsturm Dambergwarte)                                                            | 36           | –        | Sankt Ulrich bei Steyr, Austria Superioară | Austria       | 1972 | Turn de observație | [ 87 ]                 |
| | Intro Cleveland | 35           | 9        | Cleveland, Ohio                            | Statele Unite | 2022 | | [ 88 ] [ 89 ]          |
| | Turnul Palatinatului Superior (în germană Oberpfalzturm)                                                                             | 35           | –        | Muntele Platte, Palatinatul Superior       | Germania      | 2000 | Turn de observație | [ 90 ]                 |
| | Turnul Raiffeisen (în germană Raiffeisenturm)                                                                                        | 34,1         | –        | Kehl                                       | Germania      | 2003 | Turn de observație | [ 91 ]                 |
| | Turnul de observație Pferdekopf (în germană Aussichtsturm Pferdskopf)                                                                | 34           | –        | Treisberg, Districtul Hochtaunus, Hessa    | Germania      | 1987 | Turn de observație | [ 92 ]                 |
| | Turnul de observație Königsbrück (în germană Aussichtsturm Königsbrück)                                                              | 34           | –        | Königsbrück, Saxonia                       | Germania      | 2008 | Turn de observație | [ 93 ]                 |
| | Clădirea înaltă din lemn SKAIO (în germană Holzhochhaus SKAIO)                                                                       | 34           | 10       | Heilbronn                                  | Germania      | 2019 | | [ 94 ]                 |
| | Turnul de observație Loorenkopf (în germană Aussichtsturm Loorenkopf)                                                                | 33,32        | –        | Zürich Hottingen, Cantonul Zürich          | Elveția       | 1954 | Turn de observație | [ 95 ]                 |
| | Turnul Hochsolling (în germană Hochsollingturm)                                                                                      | 33           | –        | Silberborn, Saxonia Inferioară             | Germania      | 1992 | Turn de observație | [ 96 ]                 |
| | Clădirea rezidențială Forté (în engleză Lendlease’s Forté)                                                                           | 32           | 10       | Melbourne                                  | Australia     | 2012 | Cea mai înaltă clădire rezidențială din lemn din Australia | [ 97 ]                 |
| | Turnul Eugen Keidel (în germană Eugen-Keidel-Turm)                                                                                   | 31           | –        | Schauinsland, Baden-Württemberg            | Germania      | 1981 | Turn de observație | [ 98 ]                 |
| | Murray Grove | 30,3         | 9        | Hackney, Londra                            | Regatul Unit  | 2009 | Clădire din beton și lemn stratificat, cea mai înaltă clădire rezidențială din lemn din Regatul Unit                                                                                                | [ 99 ] [ 100 ] [ 101 ] |
| | Turnul centralei eoliene Modvion din Björkö                                                                                          | 30           | –        | Bohus-Björkö, Municipalitatea Öckerö       | Suedia        | 2020 | Turn de susținere a centralei eoliene din Björkö | [ 102 ]                |
| | Complexul rezidențial Patch 22 | 30           | 7        | Amsterdam                                  | Țările de Jos | 2015 | | [ 103 ]                |
| | Clădirea de birouri Perspective | 30           | 6        | Bordeaux                                   | Franța        | 2018 | | [ 104 ]                |

## Lista celor mai înalte structuri de lemn demolate
| Nume | Înălțime (m) | Oraș                                                  | Țară          | Perioadă  | Observații | Note            |
| |              |                                                       |               |           | |                 |
| --- | ------------ | ----------------------------------------------------- | ------------- | --------- | --- | --------------- |
| Turnul de telecomunicații Mühlacker (în germană Sender Mühlacker) | 190          | Mühlacker                                             | Germania      | 1934-1945 | Demolat la 6 aprilie 1945 | [ 105 ]         |
| Turnurile de radiocomunicații ale Federal Telegraph Company | 184,7        | Heeia, Hawaii și South San Francisco, California      | Statele Unite | 1914-1945 | Turnurile erau ancorate, nu autoportante | [ 106 ]         |
| Turnul de telecomunicații Berlin-Tegel (în germană Sender Tegel) | 165          | Berlin                                                | Germania      | 1933-1948 | În 1940, înălțimea turnului a fost redusă la 86 m. Turnul a fost demolat la 16 decembrie 1948 din cauza riscurilor de interferență cu traficul aerian din zona fostului aeroport Berlin Tegel | [ 107 ]         |
| Turnul de telecomunicații Ismaning (în germană Sendeturm Ismaning) | 163          | Ismaning                                              | Germania      | 1934-1983 | Demolat la 16 martie 1983 | [ 108 ]         |
| Turnul de transmisiuni din lemn Langenberg (în germană Holzsendeturm Langenberg) | 160          | Velbert                                               | Germania      | 1934-1935 | | [ 109 ]         |
| Turnul de telecomunicații Wiederau (în germană Sendeturm Wiederau) | 150          | Pegau                                                 | Germania      | 1935-1953 | | [ 110 ]         |
| Turnul postului de radio RV-49 al Centrului Regional de Radio și Televiziune Omsk (în rusă Омский областной радиотелецентр, transliterat: Omski oblastnoi radiotelețentr)                                                                             | 150          | Omsk                                                  | Rusia         | 1942-1956 | | [ 111 ] [ 112 ] |
| Turnul de telecomunicații Hamburg-Billstedt (în germană Sendeturm Hamburg-Billstedt) | 145          | Hamburg                                               | Germania      | 1933-1949 | | [ 113 ]         |
| Turnul de radiocomunicații Rothsürben (în poloneză Sendeturm Rothsürben) | 140          | Żórawina (Rothsürben), Voievodatul Silezia Inferioară | Polonia       | 1932-1990 | Demolat în 1990 | [ 114 ]         |
| Pagoda Yongning (în chineză: 永宁宝塔, transliterat: Yǒngníng bǎotǎ) | 137          | Luoyang                                               | China         | 516-534   | Distrusă de trăsnet în 534 | [ 115 ]         |
| Turnul de telecomunicații Nürnberg-Kleinreuth (în germană Sender Nürnberg-Kleinreuth) | 124          | Nürnberg                                              | Germania      | 1935-1961 | | [ 116 ]         |
| Turnurile de radio Madona (în letonă Madonas Radio Torņi) | 116          | Madona, Vidzeme                                       | Letonia       | 1932-1944 | 2 turnuri | [ 117 ]         |
| Turnul de telecomunicații Heilsberg - Turnul radio (în germană Sender Heilsberg - Funkturm) | 115          | Lidzbark Warmiński, Prusia Răsăriteană                | Polonia       | 1935-1940 | | [ 118 ]         |
| Turnul de telecomunicații Trier (în germană Sender Trier) | 107          | Trier                                                 | Germania      | 1935-1945 | | [ 119 ]         |
| Turnul de telecomunicații Heiligenstock (în germană Sender Heiligenstock) | 107          | Frankfurt pe Main                                     | Germania      | 1934-1945 | | [ 119 ]         |
| Turnul de telecomunicații Koblenz (în germană Sender Koblenz) | 107          | Koblenz                                               | Germania      | 1934-1965 | | [ 120 ]         |
| Turnul de telecomunicații Heilsberg - turnurile de susținere a antenei (în germană Sender Heilsberg – Käfigantennen-Stütztürme) | 102          | Lidzbark Warmiński, Voievodatul Varmia și Mazuria     | Polonia       | 1930-1935 | 2 turnuri în formă de „T” | [ 121 ]         |
| Turnul de telecomunicații Königsberg-Amalienau (în germană Sender Königsberg-Amalienau) | 100          | Kaliningrad (Königsberg)                              | Rusia         | 1935-1938 | | [ 119 ]         |
| Turnul postului de radio RV-49 al Centrului regional de transmisie radio și televiziune din Celeabinsk (în rusă Челябинский областной радиотелевизионный передающий центр, transliterat: Celeabinski oblastnoi radiotelevizionnîi peredaiușcii țentr) | 100          | Celeabinsk                                            | Rusia         | 1935-1945 | Turn ancorat, nu autoportant, demolat după 1945 | [ 122 ]         |
| Turnul de telecomunicații Reichenbach/Silezia Luzaciană (în germană Sender Reichenbach/Oberlausitz) | 100          | Reichenbach, Silezia Luzaciană                        | Germania      | 1937-1945 | | [ 123 ]         |
| Turnurile de telecomunicații Mühlacker (în germană Sender Mühlacker) | 100          | Mühlacker                                             | Germania      | 1930-1934 | 2 turnuri, demolate și înlocuite în 1934 | [ 119 ]         |
| Turnul de telecomunicații Golm (în germană Sender Golm) | 98           | Potsdam                                               | Germania      | 1948-1979 | | [ 124 ]         |
| Observatorul Latting (în engleză Latting Observatory) | 96           | New York City                                         | Statele Unite | 1853-1856 | Distrus într-un incendiu în 1856 | [ 125 ]         |
| Turnul de telecomunicații Stettin (în germană Sender Stettin) | 93           | Szczecin (Stettin)                                    | Polonia       | 1934-1938 | | [ 119 ]         |
| Turnul de telecomunicații Freiburg-Lehen (în germană Sender Freiburg-Lehen) | 92           | Freiburg                                              | Germania      | 1933-1945 | | [ 126 ]         |
| Turnul de telecomunicații Flensburg-Jürgensby (în germană Sender Flensburg-Jürgensby) | 90           | Flensburg                                             | Germania      | 1935-1957 | | [ 119 ]         |
| Turnul de telecomunicații Utbremen (în germană Sender Utbremen) | 90           | Bremen                                                | Germania      | 1933-1939 | | [ 119 ]         |
| Turnul de telecomunicații Hainholz (în germană Sender Hannover-Hainholz) | 90           | Hanovra                                               | Germania      | 1933-1940 | | [ 119 ]         |
| Pagoda Hwangnyongsa (în coreeană 황룡사, transliterat: Hwanglyongsa) | 80           | Gyeongju, Gyeongsang de Nord                          | Coreea de Sud | sec. VII  | Distrusă în 1238 ca urmare a invaziei mongolilor | [ 127 ]         |
| Turnul de transmisie al postului de radio Kolceak | 80           | Omsk                                                  | Rusia         | 1918-?    | Structură ancorată, nu autoportantă |                 |
| Turnul de telecomunicații Raderthal (în germană Sender Köln-Raderthal) | 80           | Köln                                                  | Germania      | 1927-1932 | 2 turnuri | [ 119 ]         |
| Turnul telecabinei de materiale Mittersill (în germană Stütze der Materialseilbahn Mittersill) | 80           | Mittersill, Salzburg                                  | Austria       | 1943-1955 | Turnul unei telecabine pentru transportul mărfurilor care nu a intrat niciodată în funcțiune                                                                                                  | [ 128 ]         |
| Turnurile de transmisiuni Stadelheim (în germană Sendetürme Stadelheim) | 75           | München-Stadelheim                                    | Germania      | 1926-1935 | 2 turnuri | [ 129 ] [ 130 ] |
| Turnurile de recepție din rețeaua radar Chain Home (în engleză Reception towers of Chain Home) | 73,15        | Diferite locații                                      | Regatul Unit  | 1939-1960 | | [ 131 ]         |
| Turnul de radiocomunicații Cricklade al Royal Air Force (în engleză Cricklade Radio Tower) | 73,15        | Cricklade, Wiltshire                                  | Regatul Unit  | 1967-2000 | | [ 132 ]         |
| Turnul central al postului de radio experimental Eberswalde (în germană Zentralmast Versuchsfunkstelle Eberswalde) | 70           | Eberswalde                                            | Germania      | 1929-1939 | Structură ancorată, nu autoportantă | [ 133 ]         |
| Turnul de transmisie din lemn Zeesen (în germană Holzsendeturm Zeesen) | 70           | Zeesen, Königs Wusterhausen                           | Germania      | 1931-1939 | | [ 134 ]         |
| Bahnorama | 66,7         | Viena                                                 | Austria       | 2010-2016 | | [ 135 ]         |
| Turnul de recepție din Utlandshörn (în germană Empfangsturm Utlandshörn) | 65           | Norddeich, Norden, Saxonia Inferioară                 | Germania      | 1935-1977 | | [ 136 ]         |
| Turnurile de transmisiuni din Palatinat (în germană Pfalzsender) | 60           | Kaiserslautern                                        | Germania      | 1928-1945 | 2 turnuri | [ 119 ]         |
| Turnul Wardenclyffe (Tesla) (în engleză Wardenclyffe Tower) | 57           | Shoreham, Long Island                                 | Statele Unite | 1899-1917 | Turnul de transmisie fără fir al stației experimentale proiectată și construită de Nikola Tesla, locație înscrisă în U.S. National Register of Historic Places                                | [ 137 ]         |
| Turnurile de lemn ale stației radio de coastă Sahlenburg (în germană Holztürme Küstenfunkstelle Sahlenburg) | 50           | Cuxhaven                                              | Germania      | 1937-1970 | 3 turnuri | [ 138 ]         |
| Turnurile de transmisiuni Stolp (în germană Sender Stolp) | 50           | Slupsk                                                | Polonia       | 1938-1955 | 7 turnuri | [ 119 ]         |
| Turnul de transmisiuni Jelenia Gora (în germană Sendeturm Jelenia Góra) | 47           | Jelenia Gora                                          | Polonia       | 1957-1967 | | [ 139 ]         |
| Turnurile de telecomunicații Langenberg (în germană Sender Langenberg) | 45           | Velbert-Langenberg, Districtul Mettmann               | Germania      | 1935-1945 | 3 turnuri, distruse de trupele SS-Postschutz la 12 aprilie 1945 | [ 140 ]         |
| Turnurile de lemn ale stației radio de coastă Sahlenburg (în germană Holztürme Küstenfunkstelle Sahlenburg) | 40           | Cuxhaven                                              | Germania      | 1929-1937 | 3 turnuri | [ 141 ]         |
| Turnurile de telecomunicații Augsburg-Hochzoll (în germană Sender Augsburg-Hochzoll) | 40           | Augsburg                                              | Germania      | 1946-1952 | 2 turnuri | [ 142 ]         |
| Turnurile de telecomunicații Bayreuth (în germană Sender Bayreuth) | 40           | Bayreuth                                              | Germania      | 1940-1954 | 2 turnuri | [ 119 ]         |
| Turnul de telecomunicații principal Heusweiler (în germană Sender Heusweiler) | 35           | Heusweiler                                            | Germania      | 1935-1945 | Turn în formă de „T”, distrus la 17 martie 1945 | [ 143 ]         |
| Turnul Schneeberg (în germană Schneebergturm) | 35           | Weißenstadt                                           | Germania      | 1938-1942 | | [ 119 ]         |
| Turnul Schlossberg (în germană Schlossbergturm) | 33,27        | Freiburg im Breisgau, Baden-Württemberg               | Germania      | 2002-2017 | În 2017, structura degradată din lemn a fost înlocuită cu stâlpi metalici | [ 144 ] [ 145 ] |
| Turnul de telecomunicații secundar Heusweiler (în germană Sender Heusweiler) | 31           | Heusweiler                                            | Germania      | 1935-1945 | Turn în formă de „T”, distrus la 17 martie 1945 | [ 143 ]         |

## Lista celor mai înalte structuri de lemn aflate în construcție
| Nume                                                                        | Înălțime (m) | Niveluri   | Oraș                             | Țară          | Observații                                                                | Stadiu                 | Note                    |
|                                                                             |              |            |                                  |               |                                                                           |                        |                         |
| --------------------------------------------------------------------------- | ------------ | ---------- | -------------------------------- | ------------- | ------------------------------------------------------------------------- | ---------------------- | ----------------------- |
| Hybrid Timber Tower                                                         | 444          | 103        | Toronto                          | Canada        | Construcție din oțel, beton și lemn stratificat                           | proiect în studiu      | [ 146 ] [ 147 ]         |
| W350 Project (în japoneză W350プロジェクト, transliterat: W350 purojekuto)  | 350          | 70         | Tokyo                            | Japonia       | Construcție din lemn stratificat, finalizare: 2041                        | proiect propus         | [ 148 ] [ 149 ] [ 150 ] |
| Oakwood Tower                                                               | 300          | 80         | Londra                           | Regatul Unit  | Construcție din lemn stratificat                                          | proiect în studiu      | [ 151 ] [ 152 ]         |
| River Beech Tower                                                           | 228          | 80         | Chicago                          | Statele Unite | Construcție din lemn stratificat                                          | proiect propus         | [ 153 ] [ 154 ] [ 155 ] |
| C6 Perth                                                                    | 183,5        | 50         | Perth                            | Australia     | Construcție din beton și lemn stratificat                                 | proiect propus         | [ 156 ]                 |
| Atlassian Central                                                           | 182,6        | 42         | Haymarket, Sydney                | Australia     | Construcție din oțel, beton și lemn stratificat, finalizare: 2026         | lucrări în desfășurare | [ 17 ] [ 157 ]          |
| Trätoppen                                                                   | 132,9        | 41         | Stockholm                        | Suedia        | Construcție din beton și lemn stratificat                                 | proiect propus         | [ 158 ] [ 159 ]         |
| The Dutch Mountains I                                                       | 130          | 38         | Eindhoven                        | Țările de Jos | Construcție din beton și lemn stratificat, finalizare: 2030               | proiect propus         | [ 160 ]                 |
| Baobab                                                                      | 120          | 35         | Paris                            | Franța        | Construcție din lemn stratificat                                          | proiect propus         | [ 161 ] [ 162 ] [ 163 ] |
| Rainbow Tree                                                                | 115          | 32         | Cebu                             | Filipine      | Construcție din lemn stratificat                                          | proiect propus         | [ 164 ] [ 165 ] [ 166 ] |
| CF Møller HSB 2023 - Vasterbroplan                                          | 110          | 34         | Stockholm                        | Suedia        | Construcție din lemn stratificat                                          | proiect propus         | [ 167 ] [ 168 ]         |
| The Dutch Mountains II                                                      | 102          | 29         | Eindhoven                        | Țările de Jos | Construcție din beton și lemn stratificat, finalizare: 2030               | proiect planificat     | [ 169 ]                 |
| Rocket & Tigerli                                                            | 100          | 32         | Winterthur                       | Elveția       | Construcție din lemn stratificat, finalizare: 2026                        | proiect propus         | [ 170 ]                 |
| 187 Victoria Square                                                         | 100          | 31         | Adelaide                         | Australia     | Construcție din lemn stratificat                                          | proiect propus         | [ 171 ] [ 172 ]         |
| Marunouchi Tokio Marine                                                     | 100          | 20         | Tokyo                            | Japonia       | Construcție din lemn stratificat, finalizare: 2028                        | proiect în lucru       | [ 173 ] [ 174 ]         |
| WoHo                                                                        | 98           | 29         | Berlin                           | Germania      | Construcție din beton și lemn stratificat                                 |                        | [ 175 ] [ 176 ]         |
| Burj Zanzibar                                                               | 96           | 28         | Zanzibar                         | Tanzania      | Construcție din lemn stratificat, finalizare: 2026                        | proiect propus         | [ 177 ] [ 178 ]         |
| 191 College Street                                                          | 95,4         | 31         | Toronto                          | Canada        | Construcție din lemn stratificat                                          | proiect propus         | [ 179 ] [ 180 ]         |
| The Spar                                                                    | 91,4         | 36         | Portland, Oregon                 | Statele Unite | Construcție din lemn stratificat                                          | proiect propus         | [ 181 ] [ 182 ] [ 183 ] |
| Clădirea Administrației Tehnice (în germană Technisches Verwaltungsgebäude) | c. 90        | 32         | Düsseldorf                       | Germania      | Construcție din lemn stratificat                                          | proiect propus         | [ 184 ]                 |
| Abebe Court Tower                                                           | 87           | 26         | Lagos                            | Nigeria       | Construcție din beton și lemn stratificat                                 | proiect propus         | [ 185 ] [ 186 ]         |
| Academic Wood Tower                                                         | 80,5         | 15         | Toronto                          | Canada        | Construcție din materiale compozite și lemn stratificat, finalizare: 2026 | lucrări în desfășurare | [ 187 ] [ 188 ]         |
| Terrace House                                                               | 71           | 19         | Vancouver                        | Canada        | Construcție din beton și lemn stratificat                                 | proiect suspendat      | [ 189 ] [ 190 ] [ 191 ] |
| Mitsui Fudosan/Takenaka Corporation Tower                                   | 70           | 17         | Nihonbashi, Tokyo                | Japonia       | Construcție din lemn stratificat                                          | proiect propus         | [ 192 ]                 |
| oWow 1523 Harrison Street                                                   | c. 65        | 19         | Oakland                          | Statele Unite | Construcție din lemn stratificat                                          | proiect propus         | [ 193 ]                 |
| Turnurile 1-4 Tham & Videgård (în suedeză Stel Torn 1-4)                    | 63           | 20         | Frihamnen, Malmö                 | Suedia        | Construcție din lemn stratificat                                          | proiect propus         | [ 194 ]                 |
| Toronto Tree Tower                                                          | 62           | 18         | Toronto                          | Canada        | Construcție din lemn stratificat                                          | proiect propus         | [ 195 ] [ 196 ]         |
| Vertical Village                                                            | 50           | 16, 14     | Rosny-sous-Bois, Île-de-France   | Franța        | 2 turnuri din beton și lemn stratificat                                   | proiect aprobat        | [ 197 ] [ 198 ]         |
| Framework                                                                   | 45,1         | 12         | Portland, Oregon                 | Statele Unite | Construcție din lemn stratificat                                          | proiect anulat         | [ 199 ] [ 200 ] [ 201 ] |
| Horizons bois                                                               | 40           | 12         | Rennes                           | Franța        | Construcție din beton și lemn stratificat                                 | proiect propus         | [ 202 ] [ 203 ]         |
| 2100 North Southport                                                        | 36           | 9          | Chicago                          | Statele Unite |                                                                           | proiect propus         | [ 204 ] [ 205 ]         |
| Timber Towers                                                               |              | 62, 40, 32 | Philadelphia                     | Statele Unite | 3 turnuri din lemn stratificat                                            | proiect planificat     | [ 206 ] [ 207 ] [ 208 ] |
| Urban Lung                                                                  |              | 25         | Cardiff                          | Regatul Unit  | Construcție din lemn stratificat                                          | proiect propus         | [ 209 ]                 |
| Return to Form                                                              |              | 12         | Denver                           | Statele Unite |                                                                           | proiect propus         | [ 210 ]                 |
| Riverfront Square                                                           |              | 11, 8, 6   | Newark, New Jersey               | Statele Unite | 3 turnuri din lemn stratificat                                            | proiect propus         | [ 211 ] [ 212 ]         |
| Shibuya Marui Department Store                                              |              | 9          | Shibuya Crossing, Shibuya, Tokyo | Japonia       | Construcție din materiale compozite și lemn stratificat                   | proiect planificat     | [ 213 ] [ 214 ]         |
| Wandsbek                                                                    |              | 8          | Wandsbek, Hamburg                | Germania      | Construcție din lemn stratificat, finalizare: 2026                        |                        | [ 18 ]                  |
| 2 Copper Square                                                             |              | 8          | Londra                           | Regatul Unit  |                                                                           | proiect aprobat        | [ 215 ]                 |
| Oficinas Inspire in Barcelona                                               |              | 6          | Barcelona                        | Spania        |                                                                           | lucrări în desfășurare | [ 216 ]                 |